# فيلي بارو
فيلي بارو (بالإنجليزية: Willie Barrow)‏ هي ناشِطة أمريكية، ولدت في 7 ديسمبر 1924 في بورتون ،مقاطعة واشنيغتون في الولايات المتحدة، وتوفيت في 12 مارس 2015 في شيكاغو في الولايات المتحدة.